# Liste der städtischen Denkmalreservate in Tschechien
Die Liste der städtischen Denkmalreservate in Tschechien beinhaltet 40 Städte, deren Altstadtkerne als städtische Denkmalreservate ausgewiesen sind. Allein im Prager Denkmalreservat befinden sich 1330 Objekte, in Brno (Brünn) und Olomouc (Olmütz) sind es jeweils mehrere 100 Objekte. Die Angaben basieren auf der Liste.
Die Aufnahme in die Denkmalliste erfolgte in den Jahren 1952 bis 1992. Die deutschen Namen stehen in Klammern.
| Stadtwappen | Stadt                                                | Bezirk                                   | Region                                             | Jahr der Aufnahme                               |
| ----------- | ---------------------------------------------------- | ---------------------------------------- | -------------------------------------------------- | ----------------------------------------------- |
|             | Brno (Brünn)                                         | Okres Brno-město (Bezirk Brünn-Stadt)    | Jihomoravský kraj (Südmährische Region)            | 1989                                            |
|             | České Budějovice (Budweis)                           | Okres České Budějovice (Bezirk Budweis)  | Jihočeský kraj (Südböhmische Region)               | 1980                                            |
|             | Český Krumlov (Krumau)                               | Okres Český Krumlov (Bezirk Krumau)      | Jihočeský kraj (Südböhmische Region)               | 1963                                            |
|             | Domažlice (Taus)                                     | Okres Domažlice (Bezirk Taus)            | Plzeňský kraj (Pilsner Region)                     | 1975                                            |
|             | Františkovy Lázně (Franzensbad)                      | Okres Cheb (Bezirk Eger)                 | Karlovarský kraj (Karlsbader Region)               | 1992                                            |
|             | Horní Slavkov (Schlaggenwald)                        | Okres Sokolov (Bezirk Falkenau)          | Karlovarský kraj (Karlsbader Region)               | 1952 bis 1961, seit 1992 städtische Denkmalzone |
|             | Horšovský Týn (Bischofteinitz)                       | Okres Domažlice (Bezirk Taus)            | Plzeňský kraj (Pilsner Region)                     | 1953                                            |
|             | Hradec Králové (Königgrätz)                          | Okres Hradec Králové (Bezirk Königgrätz) | Královéhradecký kraj (Königgrätzer Region)         | 1962                                            |
|             | Cheb (Eger)                                          | Okres Cheb (Bezirk Eger)                 | Karlovarský kraj (Karlsbader Region)               | 1981                                            |
|             | Jičín (Jitschin)                                     | Okres Jičín (Bezirk Jitschin)            | Královéhradecký kraj (Königgrätzer Region)         | 1967                                            |
|             | Jihlava (Iglau)                                      | Okres Jihlava (Bezirk Iglau)             | Kraj Vysočina (Region Hochland)                    | 1982                                            |
|             | Jindřichův Hradec (Neuhaus)                          | Okres Jindřichův Hradec (Bezirk Neuhaus) | Jihočeský kraj (Südböhmische Region)               | 1961                                            |
|             | Josefov (Josefstadt)                                 | Okres Náchod (Bezirk Nachod)             | Královéhradecký kraj (Königgrätzer Region)         | 1971                                            |
|             | Kadaň (Kaaden)                                       | Okres Chomutov (Bezirk Komotau)          | Ústecký kraj (Aussiger Region)                     | 1978                                            |
|             | Kolín (Kolin)                                        | Okres Kolín (Bezirk Kolin)               | Středočeský kraj (Mittelböhmische Region)          | 1989                                            |
|             | Kroměříž (Kremsier) mit Schlosspark und Blumengarten | Okres Kroměříž (Bezirk Kremsier)         | Zlínský kraj (Zliner Region)                       | 1978                                            |
|             | Kutná Hora (Kuttenberg)                              | Okres Kutná Hora (Bezirk Kuttenberg)     | Středočeský kraj (Mittelböhmische Region)          | 1961                                            |
|             | Lipník nad Bečvou (Leipnik)                          | Okres Přerov (Bezirk Prerau)             | Olomoucký kraj (Olmützer Region)                   | 1989                                            |
|             | Litoměřice (Leitmeritz)                              | Okres Litoměřice (Bezirk Leitmeritz)     | Ústecký kraj (Aussiger Region)                     | 1978                                            |
|             | Litomyšl (Leitomischl)                               | Okres Svitavy (Bezirk Zwittau)           | Pardubický kraj (Pardubitzer Region)               | 1965                                            |
|             | Loket (Elbogen)                                      | Okres Sokolov (Bezirk Falkenau)          | Karlovarský kraj (Karlsbader Region)               | 1980                                            |
|             | Mikulov (Nikolsburg)                                 | Okres Břeclav (Bezirk Lundenburg)        | Jihomoravský kraj (Südmährische Region)            | 1982                                            |
|             | Moravská Třebová (Mährisch-Trübau)                   | Okres Svitavy (Bezirk Zwittau)           | Pardubický kraj (Pardubitzer Region)               | 1980                                            |
|             | Nové Město nad Metují (Neustadt an der Mettau)       | Okres Náchod (Bezirk Nachod)             | Královéhradecký kraj (Königgrätzer Region)         | 1970                                            |
|             | Nový Jičín (Neutitschein)                            | Okres Nový Jičín (Bezirk Neutitschein)   | Moravskoslezský kraj (Mährisch-Schlesische Region) | 1967                                            |
|             | Olomouc (Olmütz)                                     | Okres Olomouc (Bezirk Olmütz)            | Olomoucký kraj (Olmützer Region)                   | 1971                                            |
|             | Pardubice (Pardubitz)                                | Okres Pardubice (Bezirk Pardubitz)       | Pardubický kraj (Pardubitzer Region)               | 1964                                            |
|             | Pelhřimov (Pilgram)                                  | Okres Pelhřimov (Bezirk Pilgrams)        | Kraj Vysočina (Region Hochland)                    | 1969                                            |
|             | Plzeň (Pilsen)                                       | Okres Plzeň-město (Bezirk Pilsen-Stadt)  | Plzeňský kraj (Pilsner Region)                     | 1989                                            |
|             | Praha (Prag) (Pražská památková rezervace)           | Hlavní město Praha (Hauptstadt Prag)     | Hlavní město Praha (Hauptstadt Prag)               | 1971                                            |
|             | Prachatice (Prachatitz)                              | Okres Prachatice (Bezirk Prachatitz)     | Jihočeský kraj (Südböhmische Region)               | 1981                                            |
|             | Příbor (Freiberg in Mähren)                          | Okres Nový Jičín (Bezirk Neutitschein)   | Moravskoslezský kraj (Mährisch-Schlesische Region) | 1989                                            |
|             | Slavonice (Zlabings)                                 | Okres Jindřichův Hradec (Bezirk Neuhaus) | Jihočeský kraj (Südböhmische Region)               | 1961                                            |
|             | Štramberk (Stramberg)                                | Okres Nový Jičín (Bezirk Neutitschein)   | Moravskoslezský kraj (Mährisch-Schlesische Region) | 1969                                            |
|             | Tábor (Tabor)                                        | Okres Tábor (Bezirk Tabor)               | Jihočeský kraj (Südböhmische Region)               | 1961                                            |
|             | Telč (Teltsch)                                       | Okres Jihlava (Bezirk Iglau)             | Kraj Vysočina (Region Hochland)                    | 1970                                            |
|             | Terezín (Theresienstadt)                             | Okres Litoměřice (Bezirk Leitmeritz)     | Ústecký kraj (Aussiger Region)                     | 1992                                            |
|             | Třeboň (Wittingau)                                   | Okres Jindřichův Hradec (Bezirk Neuhaus) | Jihočeský kraj (Südböhmische Region)               | 1976                                            |
|             | Úštěk (Auscha)                                       | Okres Litoměřice (Bezirk Leitmeritz)     | Ústecký kraj (Aussiger Region)                     | 1980                                            |
|             | Znojmo (Znaim)                                       | Okres Znojmo (Bezirk Znaim)              | Jihomoravský kraj (Südmährische Region)            | 1971                                            |
|             | Žatec (Saaz)                                         | Okres Louny (Bezirk Laun)                | Ústecký kraj (Aussiger Region)                     | 1961                                            |